# Kangiqsualujjuaq
Pour Kangiqsualujjuaq (terre réservée inuit), voir Kangiqsualujjuaq (terre réservée inuite).
Kangiqsualujjuaq (en syllabaire inuktitut : ᑲᖏᖅᓱᐊᓗᔾᔪᐊᖅ) est un village nordique du Nunavik de l'administration régionale Kativik situé dans la région administrative du Nord-du-Québec, au Québec. Il est situé sur la rive est de la rivière George.

## Toponymie
Kangiqsualujjuaq veut dire « la très grande baie » en inuktitut. On appelle ses habitants Kangiqsualujjuamiut.
Auparavant, la communauté fut aussi connue sous plusieurs noms : Fort Severight, Fort George River, George River et Port-Nouveau-Québec.

## Géographie

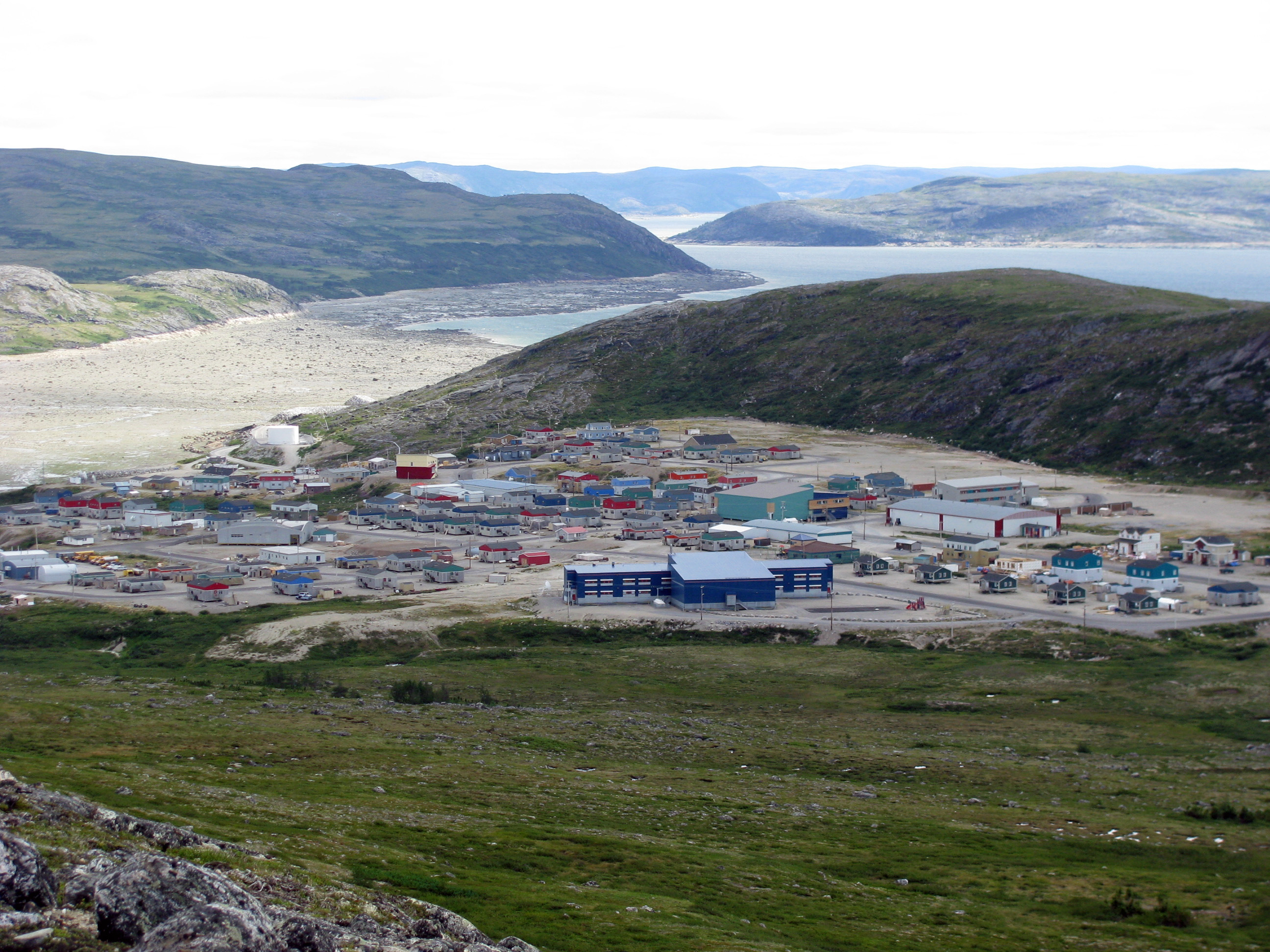
Vue générale de Kangiqsualujjuaq

Kangiqsualujjuaq est situé à 1 688 km au nord-est de Montréal. On accède au village par avion, encore qu'à l'occasion, les Kangiqsualujjuamiut se rendent à Kuujjuaq, à 150 km au sud-ouest, en motoneige l'hiver, ou en bateau l'été. Des expéditions à travers les monts Torngat en motoneige vers les communautés du Labrador, Nain et Nachvak, sont plutôt rares aujourd'hui, mais elles étaient fréquentes quand les attelages de chiens étaient utilisés. Des bateaux de marchandise de Montréal livrent des biens à la communauté chaque été.
Entouré de montagnes, le village est dans un environnement pittoresque et sa position élevée offre une vue imprenable sur la rivière George. Le village se présente sur un modèle de grille sur un plateau incliné, avec deux routes menant à quelques kilomètres au-delà des crêtes de montagne à l'une et l'autre extrémité du village.
Au milieu d'un relief rocheux et de bornes en pierre (Inukshuk), le paysage du village est ponctué d'arbres frêles et de plantes rampantes qui s'agrippent tant bien que mal au terrain granitique. Au plus bas niveau, la terre est recouverte d'un épais tapis de mousse et de lichen.

## Histoire
La compagnie de la Baie d'Hudson a tenu un poste de traite au sud du village actuel durant les périodes de 1838-42, 1876-1915 et 1923-32. Mais les Inuit de la région n'ont jamais campé autour du poste, préférant vivre le long de la côte en été et camper à environ 50 km à l'intérieur des terres en hiver. En 1959, les Inuit locaux établirent, de leur propre initiative, la première coopérative dans le nord du Québec pour la mise en marché de l'omble chevalier. La construction du village a débuté en 1962 et depuis, les Inuit ont commencé à s'y installer de façon permanente. En 1963, une école, un magasin coopératif et un édifice gouvernemental furent construits. En 1980, Kangiqsualujjuaq était légalement constituée en municipalité. Depuis 1996, le Corps de police régional Kativik s'assure des services policiers pour le village.
La communauté fut frappée par une avalanche au matin du 1er janvier 1999. Elle détruisit le gymnase de l'école Satuumavik durant les célébrations du Nouvel An, tuant neuf personnes et en blessant 25 autres dont 12 sévèrement au point où il fallut les aéroporter à Montréal pour y être traitées. Quelques-uns ont avancé l'idée que l'avalanche ait pu être provoquée par la danse lors de la fête. L'école fut reconstruite à un endroit plus sûr et renommée « Ulluriaq ».
Un film documentaire français a été réalisé en 2007 au village : Au-delà de leurs rêves.

## Démographie

### Population
| 1991 | 1996 | 2001 | 2006 | 2011 | 2016 |
| ---- | ---- | ---- | ---- | ---- | ---- |
| 155  | 648  | 710  | 735  | 874  | 942  |

## Administration
| Période                                  | Période  | Identité          | Étiquette | Qualité |
| ---------------------------------------- | -------- | ----------------- | --------- | ------- |
| 1993                                     | 2001     | Maggie Emudluk    |           |         |
| 2003                                     | 2005     | Elijah Imbeault   |           |         |
| 2005                                     | 2007     | Kitty Annanack    |           |         |
| 2012                                     | 2018     | Hilda Snowball    |           |         |
| 2018                                     | 2021     | David Annanack    |           |         |
| 2021                                     | 2023     | McCombie Annanack |           |         |
| 2023                                     | En cours | Maggie Emudluk    |           |         |
| Les données manquantes sont à compléter. |          |                   |           |         |

## Langues
À Kangiqsualujjuaq, selon l'Institut de la statistique du Québec, la langue la plus parlée le plus souvent à la maison en 2011 sur une population de 875 habitants, est l'inuktitut à 92,57%, le français à 2,29% et l'anglais à 4,57%.

## Éducation
La Commission scolaire Kativik administre l'école Ulluriaq (ex-école Satuumavik).

## Images

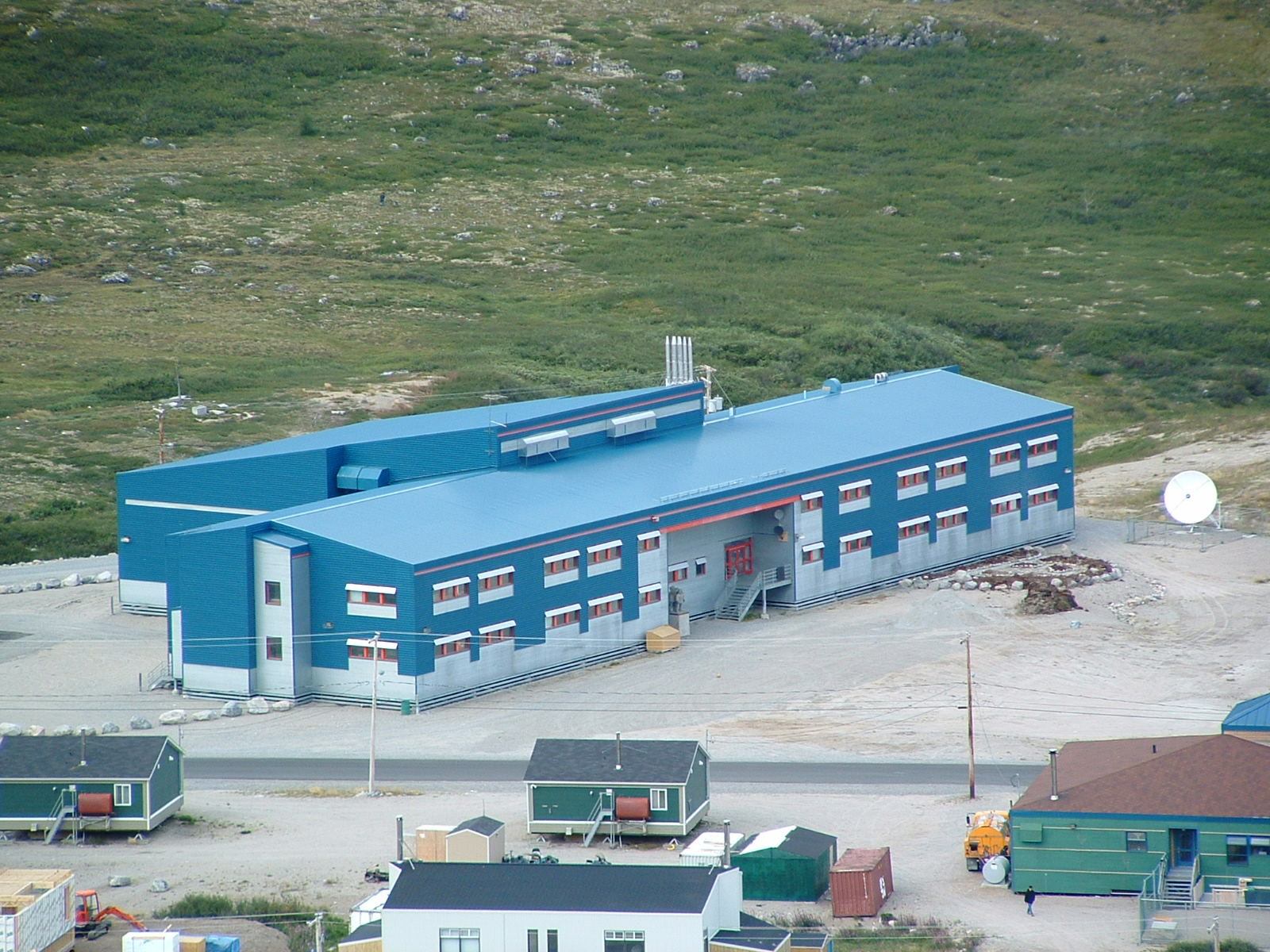
École Ulluriaq.
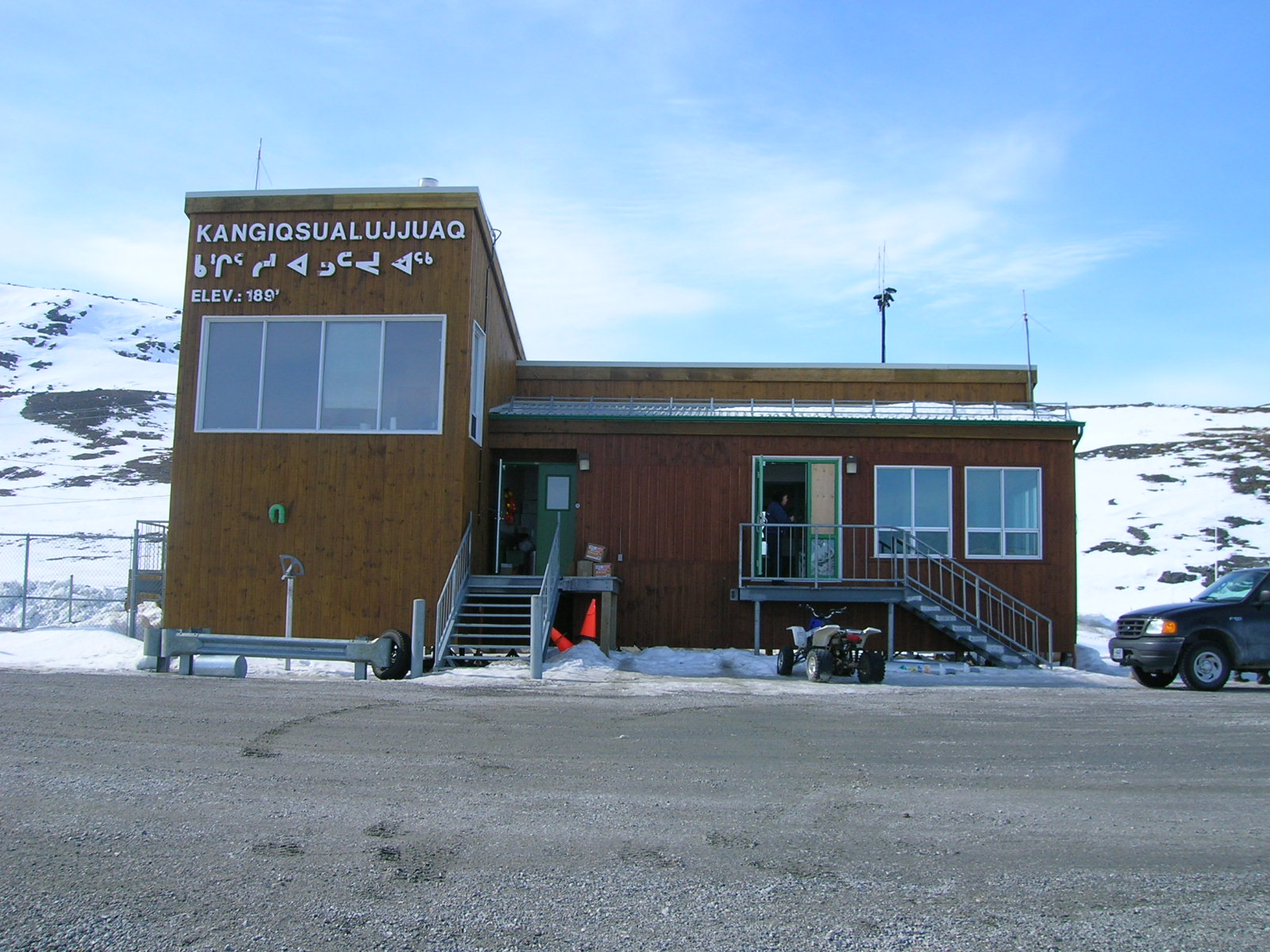
Aéroport de Kangiqsualujjuaq en avril 2006
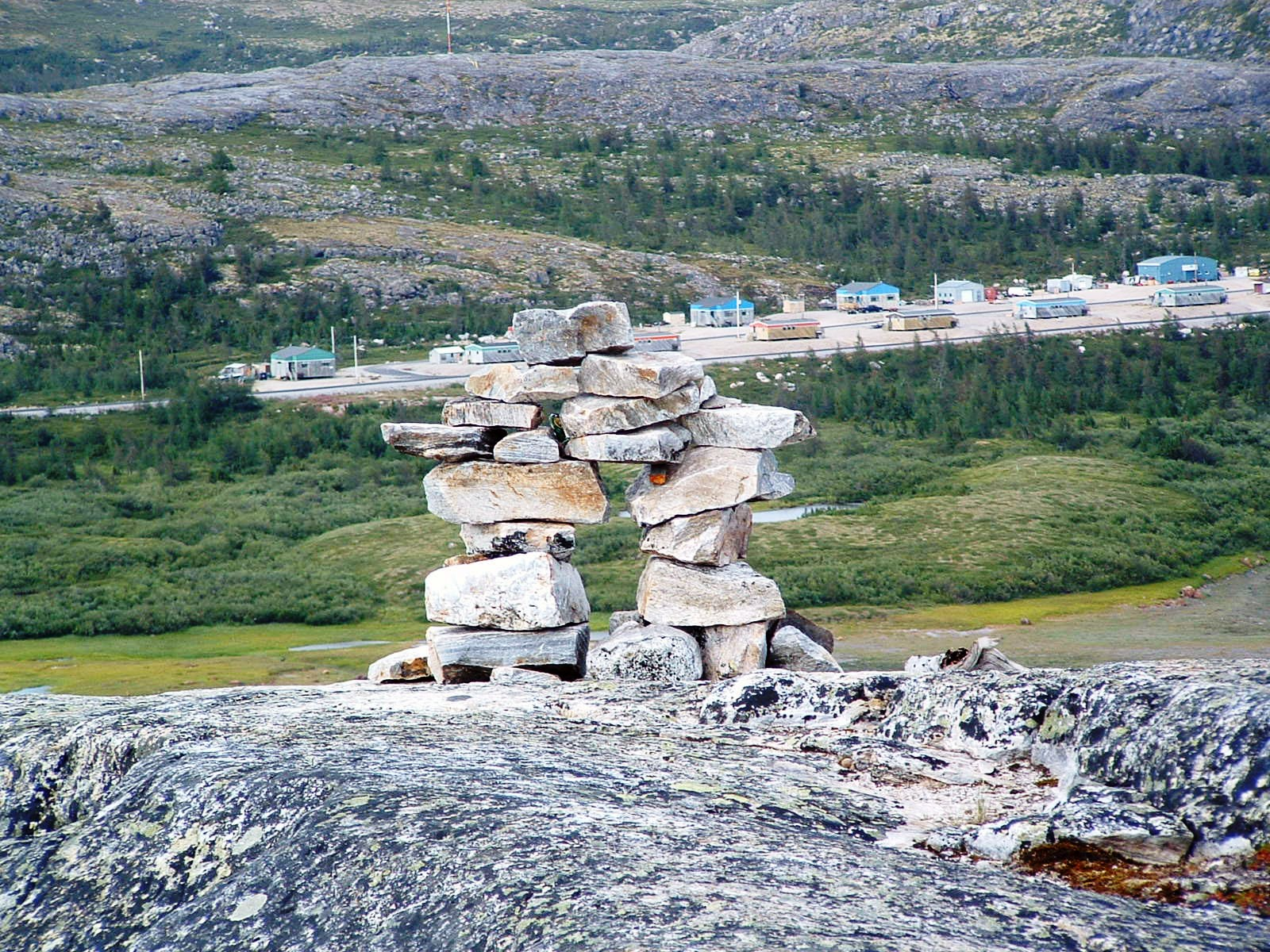
Inukshuk au-dessus de Kangiqsualujjuaq
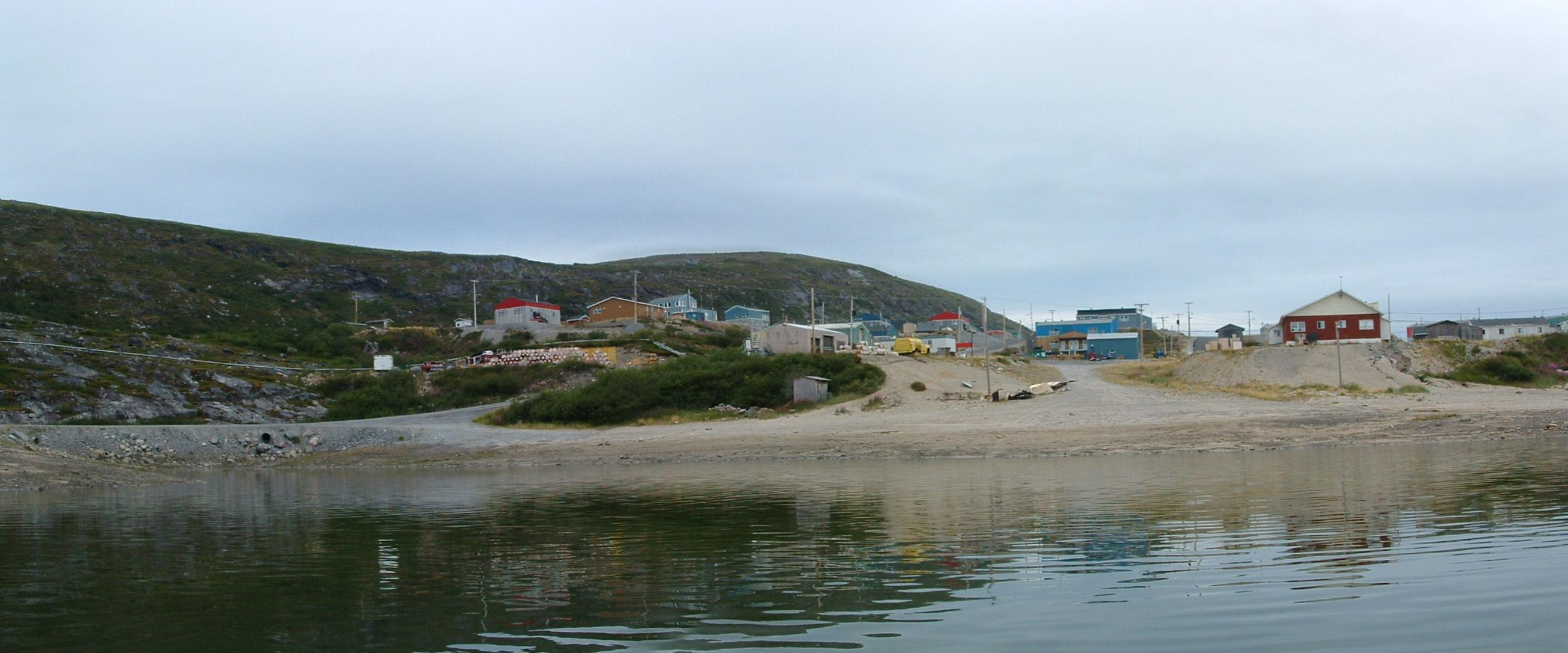
Havre de Kangiqsualujjuaq à marée haute
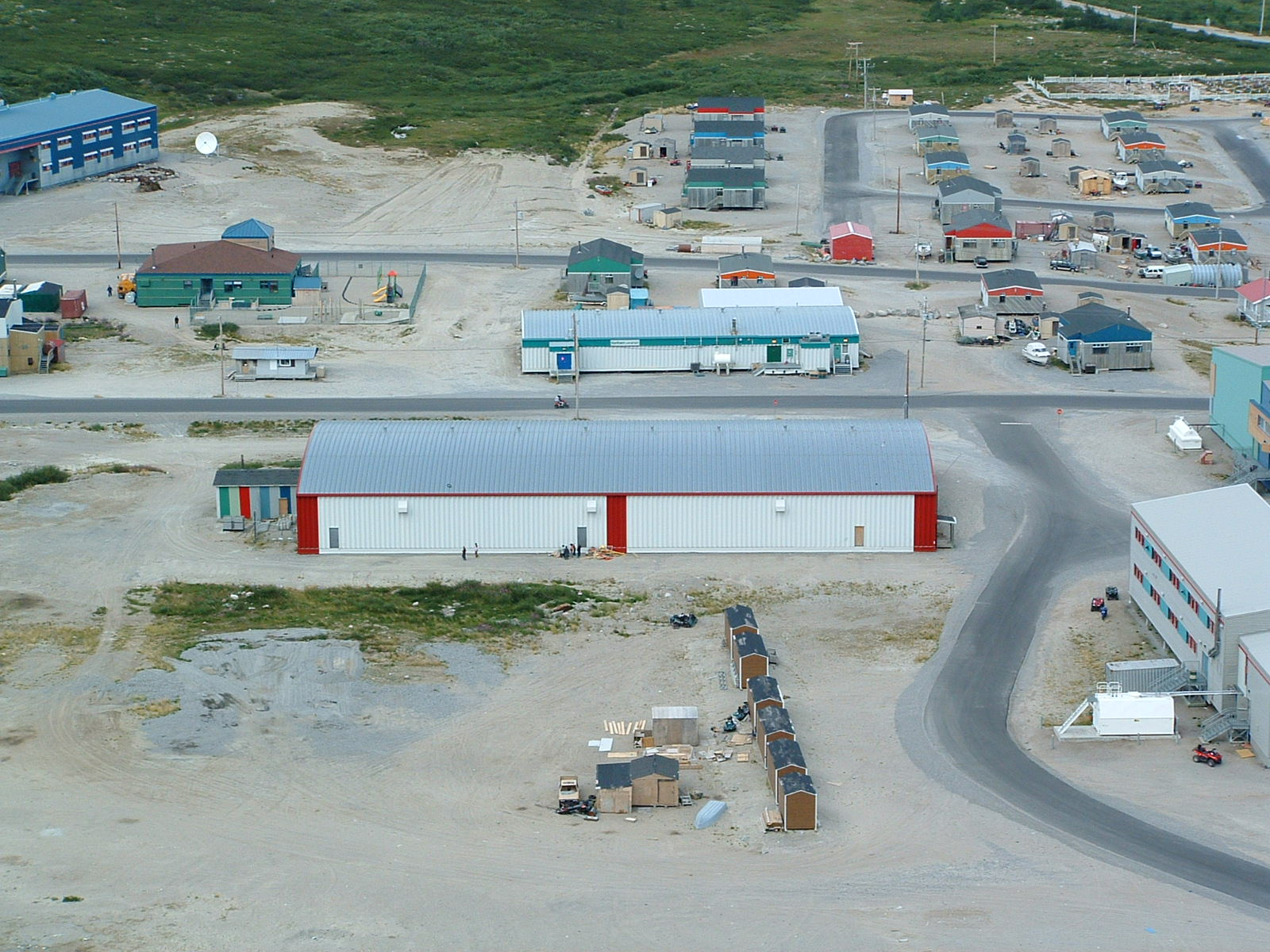
Aréna de Kangiqsualujjuaq

## Personnalités associées
- Mary Simon, (1947 - ), animatrice, diplomate et Gouverneure générale du Canada